# Église Saint-Martin de Broyes
Pour les articles homonymes, voir église Saint-Martin.
L'église Saint-Martin est une église catholique située à Broyes (Marne).

## Historique
L'église construite sur une base de croix latine ne possède plus que son bas-côté nord. L'abside à cinq ans possède une rare voûte en étoile. Son grand axe marque un angle dévié vers le nord visible à l’œil nu, cette particularité n'a pas d'explication attestée. Elle a encore des traces de badigeon et de peintures murales par endroits, quelques visages sur les chapiteaux et des personnages en culot.
L'église date au moins du XIe siècle mais les plus anciennes parties ne remontent pas avant le XVe siècle, c'est la croisée de transept. Après les destructions de 1580, furent rebâtis le bas-côté nord et le transept mais la chapelle sud est un peu plus tardive. 
La tour qui surplombe la croisée de transept perd ses deux cloches et le toit en 1834 après un incendie qui ravage l'église. La tour fut complètement mise à bas en 1890, une nouvelle fut élevée en 1894-95 et elle sert aujourd'hui de porche d'entrée sud. C'est à cette occasion que fut fermé le portail ouest dont il ne reste qu'un piédroit nord.

## Mobilier
Un tabernacle et une statue de Sébastien du XVIIIe siècle, un Christ en croix peinte sur bois date du XVIIe siècle, des fonts baptismaux et une statue en pierre de la Vierge à l'enfant du XVe siècle. 

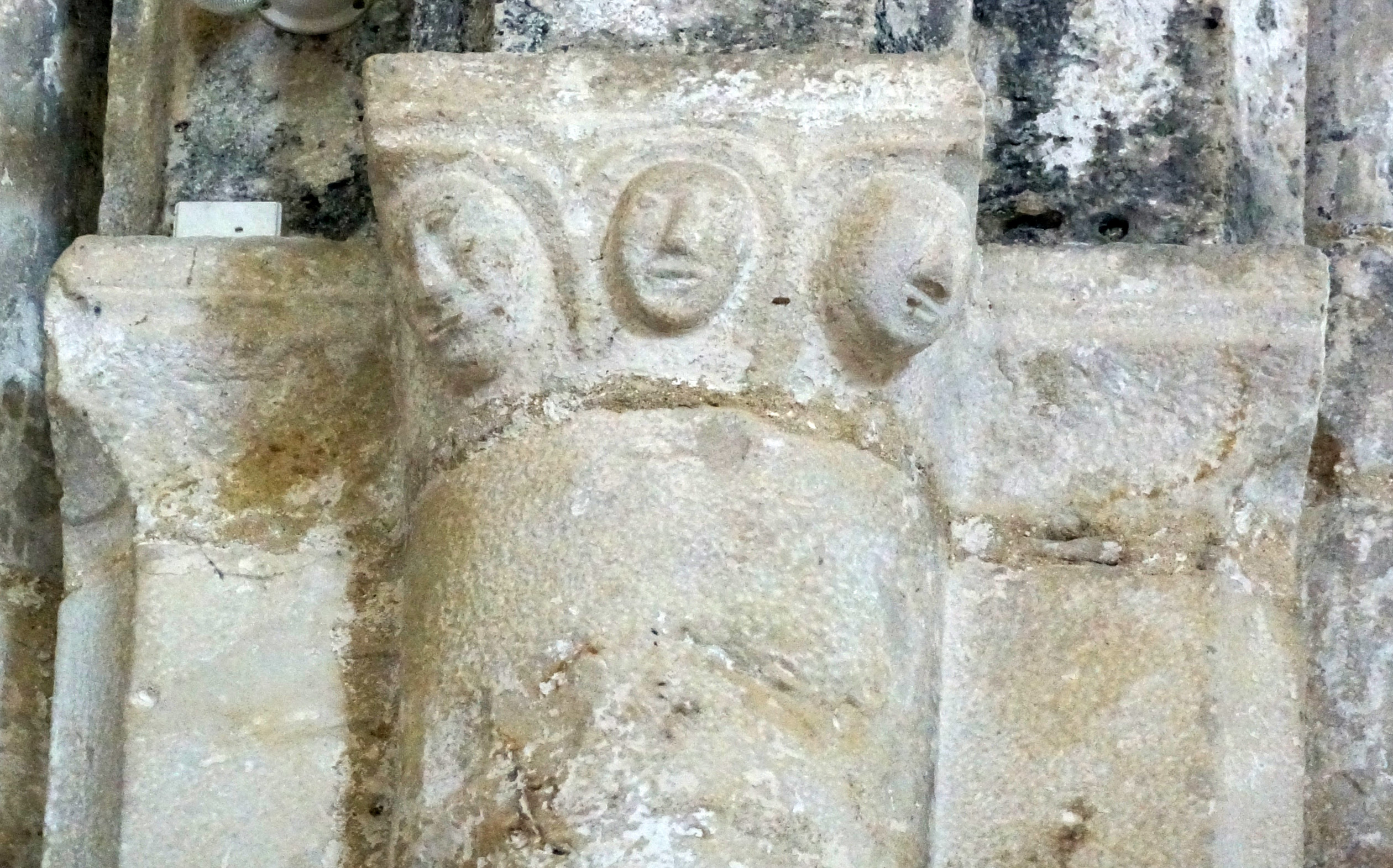
Chapiteau décoré.
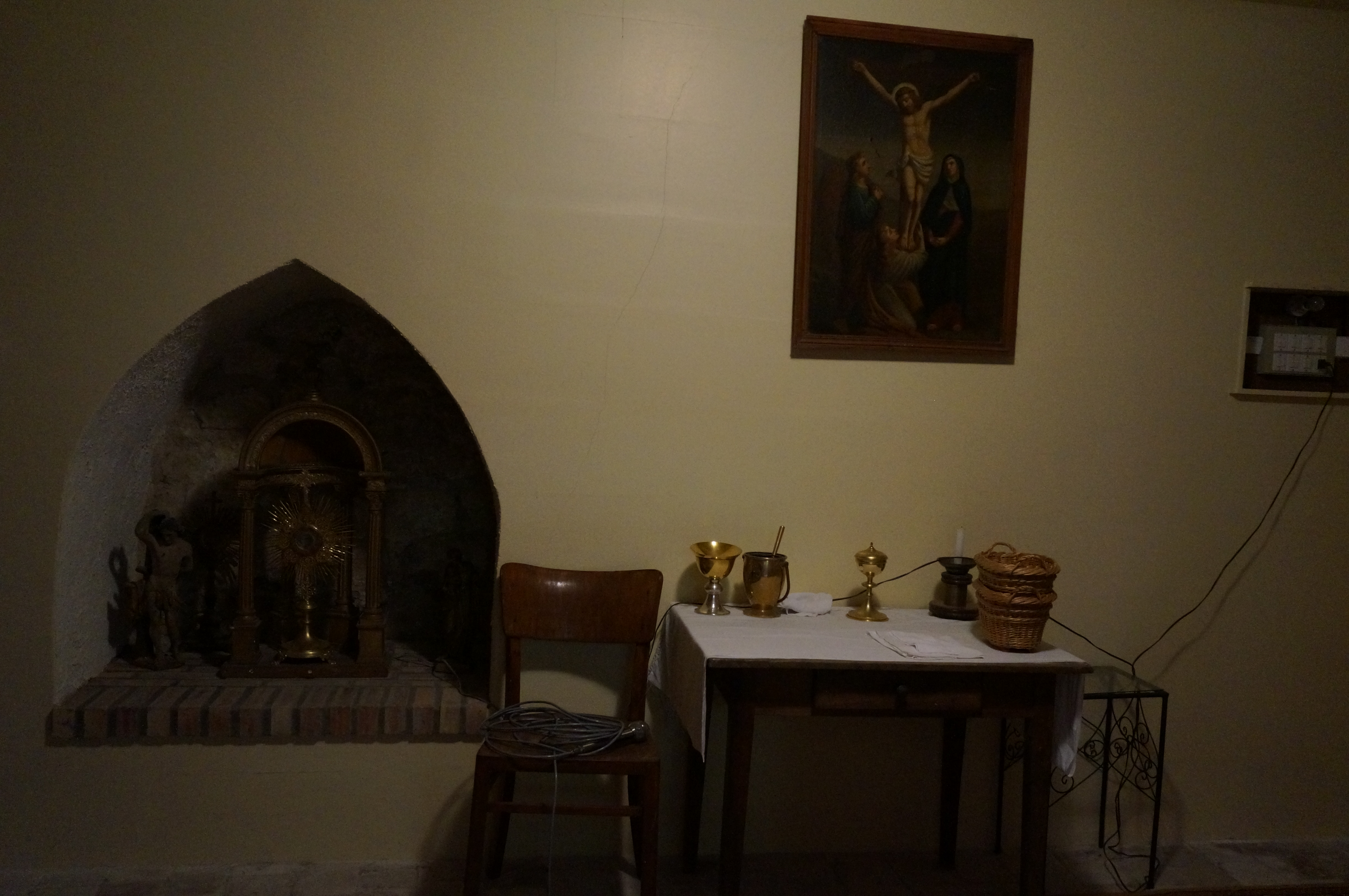
Une crucifixion classée[1].
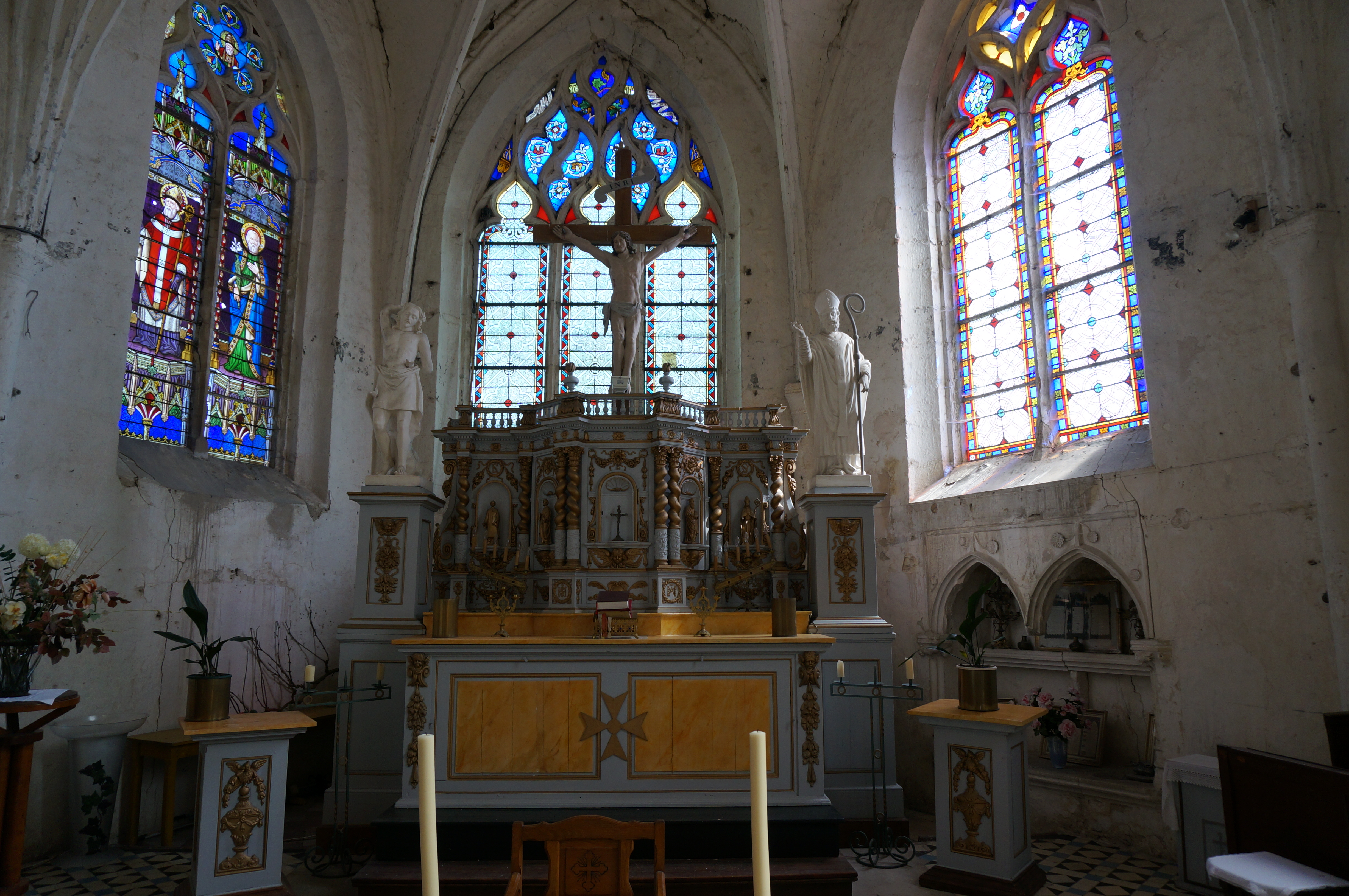
L'autel[2] et l’abside.
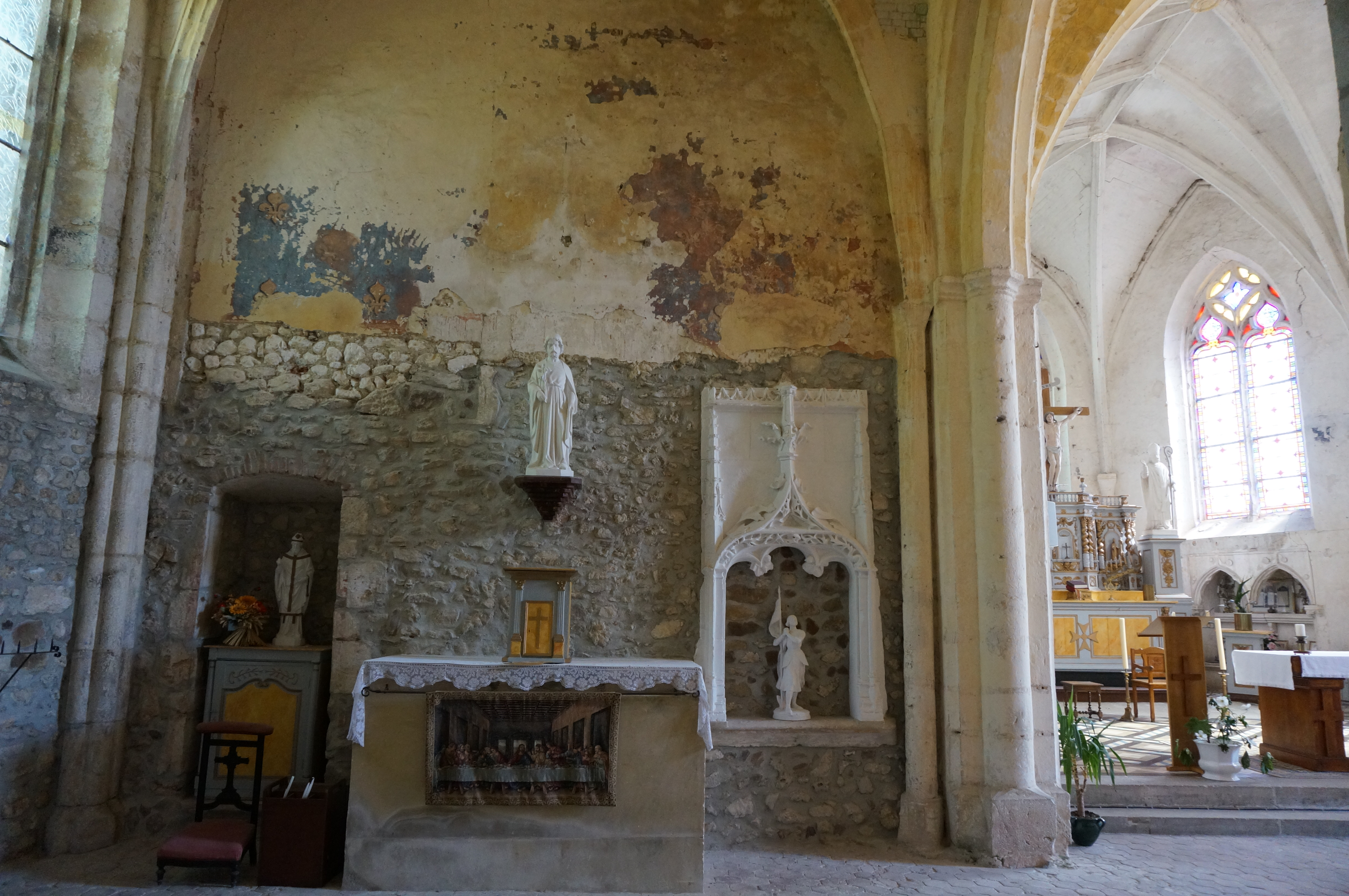
Vue de peinture murale.